# Кустанаевка
Кустана́евка — село в Белогорском районе Амурской области России. Административный центр Кустанаевского сельсовета.

## География
Село Кустанаевка расположено к юго-западу от районного центра города Белогорск, расстояние до центральной части города (через Лозовое и Пригородное, по автодороге областного значения Белогорск — Благовещенск) — около 44 км.
Рядом с селом Кустанаевка проходит линия ЗабЖД Благовещенск — Белогорск.
На северо-запад от Кустанаевки идёт дорога к сёлам Лукьяновка и Камышевка.

## Население
| 2002 | 2010 | 2012 | 2013 | 2014 | 2015 | 2016 |
| ---- | ---- | ---- | ---- | ---- | ---- | ---- |
| 474  | ↘441 | ↘431 | ↘425 | ↘420 | ↘411 | ↘410 |
| 2017 | 2018 |      |      |      |      |      |
| ↘402 | ↘398 |      |      |      |      |      |

## Улицы
| - ул. Заозёрная, - ул. Новая, - ул. Подстанционная, - ул. Раздольная, | - ул. Луговая, - ул. Меховских, - ул. Молодёжная, - ул. Набережная, - ул. Партизанская, | - ул. Свободная, - ул. Строительная, - ул. Центральная. |

## Экономика
Сельскохозяйственные предприятия Белогорского района.

## Инфраструктура
В 3 км южнее села находится станция и село Томичи.